# 興業太陽能
中國興業太陽能技術控股有限公司（簡稱：興業太陽能，港交所：0750）是一間從事幕牆工程和薄膜光伏建築一體化的設計、製造及安裝的公司。光伏建築一體化是指把太陽能光伏組件應用在建築材料上。 公司總部設於珠海。
興業太陽能於2009年1月在香港交易所上市，招股價為1.05港元。

## 外部連結
- 興業太陽能公司網頁 （页面存档备份，存于）